# Kathleen McVey
Kathleen McVey (* 29. November 1944) ist eine US-amerikanische römisch-katholische Theologin.

## Leben
McVey studierte römisch-katholische Theologie an der Harvard University. Sie unterrichtet als Hochschullehrerin an der Princeton University. Ihre Forschungs- und Lehrtätigkeit erstreckt sich insbesondere auf das Frühe Christentum im Römischen Reich. 1984 unterzeichnete sie die Kampagne A Catholic Statement on Pluralism and Abortion, die in der Zeitung New York Times erschien.

## Publikationen
- Images of Joy in Ephrem’s Hymns on Paradise: Returning to the Womb and the Breast. In: Journal of the Canadian Society of Syriac Studies 3, 2003, S. 1–19
- George, Bishop of the Arabs: A Homily on Blessed Mar Severus, Patriarch of Antioch. Peeters, 1993
- Ephrem the Syrian: Hymns. (Classics of Western Spirituality) Paulist, 1989